# Grb opštine Vlasotince
Grb opštine Vlasotince čini crno i belo grožđe (simbol opštine Vlasotince) i spomenik ispod koga piše Vlasotince. Ispod natpisa Vlasotince prikazana je reka koja simboliše reku Vlasinu koja protiče kroz opštinu Vlasotince.